# Magí Pont Mestres
Magí Pont Mestres, (l'Ametlla de Segarra, Montoliu de Segarra, 23 de febrer de 1927 – Barcelona, 9 de març de 2008) fou un jurista, professor i publicista català
Orientat sempre per l'horitzó de la justícia, l'obra de Magí Pont es pot resumir amb el subtítol que duien els seus articles dels dijous que es publicaren durant dues dècades a La Vanguardia: Tributos y empresas. Conscient del delicat equilibri que en una societat bona ha de donar-se entre el respecte dels drets i el compliment dels deures, Pont Mestres va propugnar sempre una fiscalitat plenament integrada en el Dret i un marc jurídic de seguretat, de certesa i de respecte que facilités la vida i el desenvolupament de les empreses coma principals motors del progrés.

## Biografia
Magí Pont Mestres va néixer a l'Ametlla de Segarra (al municipi de Montoliu de Segarra), a la casa pairal creada el 1889 pels seus avis Joan Pont Fabregat i María Miret Albareda, a la finca del seu dot, el 23 de febrer de 1927, al si d'una família de petits propietaris rurals. Va aprendre les primeres lletres a l'escola –o millor dit, amb el mestre- del poble i, malgrat la seva condició d'hereu, va continuar els seus estudis com a intern als escolapis de Tàrrega, els quals van recomanar als seus pares, Francesc (Sisco) Pont Miret i Dolors (Dolores) Mestres Vidal, com així van fer, el trasllat del seu fill al Reial Col·legi de l'Escola Pia de Sarrià (Barcelona). Allà va cursar el peritatge mercantil. El professorat mercantil el feu a l'Escola d'Alts Estudis Mercantils de Barcelona, on es despertà en ell un esperit emprenedor posat a prova amb una efímera experiència empresarial a Baeza, que el va marcar amb el descobriment i l'admiració indelebles pel sud, un dels factors que expliquen la seva personalitat. La seva tornada a Barcelona el va dur de nou a les aules, on va obtenir el grau d'Intendent mercantil així com les llicenciatures en Dret i en Ciències Econòmiques. Si els alts estudis mercantils li van fer comprendre el significat de l'empresa, endinsar-se en els estudis jurídics li va fer comprendre el significat profund de la justícia com emanació i concreció de la consciència social de cada moment històric.

## Carrera universitària
Aquesta serà la dualitat intel·lectual que configurà la seva vida professional: l'enteniment i el respecte pel treball dels empresaris com agents creadors de riquesa i la subjecció de la seva activitat a les normes, incloses aquelles que reclamen el compliment del deure de contribuir com a expressió de la necessària solidaritat entre els ciutadans. Les empreses i els tributs serien ja per sempre els eixos del seu treball al despatx professional i a la universitat, dos mons que convertí en les dues cares d'una mateixa moneda, amb viatges permanents d'anada i tornada de la raó pràctica a la raó pura, i viceversa.
La definitiva orientació de l'autor cap al Dret, consagrada pel seu Doctorat a la Universitat d'Oviedo amb la tesi sobre El problema de la resistencia fiscal, el conduïren de nou cap a l'ensenyament superior, les primeres armes del qual havia vetllat a l'Escola d'Alts Estudis Mercantils de Barcelona. El 1967 va guanyar per oposició la Càtedra d'Hisenda i Comptabilitat públiques i Legislació tributària de l'Escola de Comerç de Pamplona. Presidia el Tribunal que va jutjar els sis exercicis Matías Cortés Domínguez i eren vocals, José Manuel de la Torre, Adolfo Suárez, José Herrera i Emilio Puelles. Van obtenir plaça amb ell José Barea Tejeiro, Luis Martí, Luis Corral i Mariano Abad. Corral recorda com després d'acomiadar-se els neòfits a la porta del Ministeri, Magí Pont va passar per davant dels seus companys i els cridà des del taxi un "Catedros, que sois unos catedros!" que resumia els avatars d'aquelles llarguíssimes setmanes madrilenyes. Existia, a més, un factor addicional per a la tensió viscuda, que era el marcat retard d'anys que havia experimentat per diferents raons la convocatòria d'aquelles places.
Magí Pont, va prendre possessió de la seva plaça a Iruña el 27 de desembre de 1967, per a traslladar-se immediatament de forma interina a l'Escola de Sabadell. Madrid i Barcelona exigien llavors una oposició especial, la qual es produí dos anys després. Aquest cop el Tribunal va ser presidit per Teodoro López Cuesta, assistit, entre d'altres, per César Albiñana i pel mateix Luís Corral, que havia arribat a la càtedra amb ell. Magí Pont va superar l'oposició i va poder triar l'Escola d'Alts Estudis Mercantils de Barcelona, mentre que també van accedir a sengles càtedres José Barea a Madrid, Ramón Docal a La Corunya i Santiago Herrero a Salamanca. En va prendre possessió el 14 de desembre de 1969.
Al desembre de 1973, Pont Mestres és triat pels seus companys director de l'Escola Universitària d'Estudis Empresarials de la Universitat de Barcelona, portant a terme durant els dos anys següents una profunda remodelació de la seva estructura interna, amb l'habilitació de locals per a seminaris, nou mobiliari, adequació de la primera planta per a biblioteca i oficines, instal·lació de telèfons en tots els seminaris, incorporació de funcionàries a aquests, passant el fons bibliogràfic de poc més de 4.000 exemplars quan va accedir a la direcció a més de 25.000 exemplars quan la va deixar el 1984, a part de dotar les biblioteques dels respectius seminaris. Aquestes dades han estat obtingudes de l'obra que publicà el 1979, titulada Sis anys de Direcció, preparada a l'estiu d'aquell any amb el propòsit de renunciar a la Direcció a l'inici del Curs 1979-1980. Però això no va ser possible perquè el mateix claustre de professors li va demanar per immensa majoria que continués. Durant aquests anys de Direcció va ser un dels tres catedràtics d'Escoles Universitàries d'Estudis Empresarials designats pel Ministre d'Educació i Ciència per a formar la Comissió Ministerial encarregada de la transformació de les Escoles de Comerç en Escoles Universitàries.

## L'Acadèmia
El 1974, Magí Pont va ingressar com a membre numerari a la Reial Acadèmia de Ciències Econòmiques i Financeres. El seu discurs d'ingrés va versar sobre El principi de capacitat econòmica com a criteri material de justícia tributària als Estats contemporanis. A l'Acadèmia, pot seguir-se el rastre del seu treball a través de les comunicacions i discursos de Magí Pont que jalonen els seus Annals, i l'última aportació dels quals apareix precisament en els del curs 2006-07.

## Al servei de la professió auditora
El 1968 va ser elegit president de la delegació de l'Institut de Censors Jurats de Comptes d'Espanya, on va succeir a altres dos catedràtics de l'Escola, Pedro Lluch i Antonio Goxens, i on el reemplaçaria Antonio Lancuentra, i el 1972, va ser elegit president nacional d'aquest Institut, càrrec que va ocupar durant disset anys, fins al 1989, després de quatre reeleccions, renunciant a presentar-se en la cinquena convocatòria. El seu treball al capdavant de l'Institut de referència es troba recollida en l'obra que va publicar el 1991 Al servicio de la profesión auditora, de més de 400 pàgines. Entre els seus assoliments cap assenyalar el reconeixement mitjançant Decret de la independència de l'Institut, del Consell Superior de Col·legis de Titulars Mercantils; l'aprovació pel govern dels Estatuts de l'Institut l'any 1982, publicats els dies 3 i 4 de novembre al Butlletí Oficial de l'Estat; la convocatòria mitjançant Ordre Ministerial de concurs-oposició per a l'accés de nous membres a l'Institut; tot això després de superar múltiples esculls i recursos administratius; la celebració de vuit Congressos nacionals de censors jurats de comptes, amb massiva assistència d'aquests; l'adquisició de nous locals tant a Madrid com a les capçaleres de Zona per a les instal·lacions de l'Institut l'enfortiment de les relacions internacionals amb Instituts estrangers d'auditoria, i, a la fi l'assentament definitiu de l'Institut com a corporació professional.
El 1967, va ser fundador, amb altres vint professionals espanyols de l'Associació Espanyola d'Assessors Fiscals (AEDAF) , primer amb seu a Saragossa i després a Madrid, col·laborant intensament per al seu desenvolupament.

## El Dret tributari
El 1976, va encapçalar la idea de crear la Fundació Antonio Lancuentra en el marc de l'Escola Universitària d'Estudis Empresarials de la Universitat de Barcelona, en record al seu entranyable amic i professor a la seva càtedra Antonio Lancuentra Buerba, mort prematurament als 52 anys, el 1975. En estreta connexió amb la Fundació es troba el Seminari de Dret tributari que ha dirigit fins al mateix dia de la seva defunció, amb sessions mensuals el tercer dissabte de cada mes, al que assisteixen uns cinquanta membres del mateix previ accés restringit. El treball d'aquest Seminari d'investigació és àmpliament coneguda en l'àmbit de la seva especialitat. En l'actualitat, la Fundació es denomina Magí Pont Mestres i Antonio Lancuentra Buerba.
En l'àmbit universitari, va orientar els seus estudis tributaris cap al vessant jurídic, no obstant això la seva doble preparació acadèmica d'economista i de jurista, atret, sens dubte, com explicita a les seves obres, per la gran devoció intel·lectual que sentia pel seu mestre, el professor Fernando Sáinz de Bujanda, autor d'un magnífic pròleg de la seva obra El problema de la resistència fiscal. Aquest punt de referència comuna és el que explica les estretes relacions entre el professorat de l'Escola d'Empresarials i el de la Facultat de Dret pel que fa al Dret financer i tributari, així com el respecte per la figura i l'obra de José Juan Ferreiro Lapatza, que van culminar el 2005 amb la constitució d'un departament de la Universitat de Barcelona dedicat exclusivament a aquesta àrea de coneixement. La influència que Magí Pont va rebre de Fernando Sáinz de Bujanda és notòria, no només per manifestar-ho en les seves obres, sinó perquè així es dedueix de la seva lectura. Magí Pont va escriure que el país no va saber reconèixer l'immens treball intel·lectual del fundador dels estudis jurídic-tributaris a Espanya, actualment de gran brillantor, gràcies a les seves aportacions a les quals segueixen ara les dels seus deixebles. Per això considerava que Espanya estava en deute amb aquest prohom del Dret financer i tributari.
L'obra publicada de Magí Pont és ingent. El fil conductor del seu treball intel·lectual és la concepció del bon contribuent com a ciutadà que aspira a formar part integrant de la polis amb plena consciència que la reclamació o l'exercici dels seus drets requereix l'estricte compliment dels seus deures. El contribuent desacomplexat que descriu no és el defraudador camuflat ni l'empresari reticent, sinó algú que pot caminar amb orgull. Algú, en suma, que "paga els seus impostos" i que mereix ser tractat amb respecte per la Hisenda Pública. Per això Magí Pont va ser especialment dur amb el frau fiscal, el qual com a home de lleis condemnava, però sense deixar de criticar la prepotència del Fisc amb una metàfora que utilitzava freqüentment, la de l'enfrontament entre David i Goliat.
Els seus primers col·laboradors a la càtedra van ser Antonio Lancuentra Buerba, ja esmentat i Ricard Garcia Micola. També es van incorporar a la docència Jaume Segura Illa, Joan Revilla Torres, Fulgencio Muñoz Espín i el primer deixeble sortit de les aules de la Diagonal, Gregorio Ramón Ramón, que seria Inspector d'Hisenda de l'Estat i actualment exerceix com assessor fiscal. Després, altres exalumnes van ser també professors com Pilar Martínez Rubio, Enrique Piedra Escobar, Antoni Durán-Sindreu i, sobretot, Ramon Ferrer Pedrola, que obtindria una plaça de professor titular, i Joan-Francesc Pont Clemente, el seu successor a la càtedra el 1993.

## La política
L'any 1986, Magí Pont Mestres efectua una incursió a la política, ja pressentida amb la publicació de tres assajos: Evolución y Diálogo (1966), en principi segrestada; Realismo político (1978); i Política y politiquería (1981). És elegit diputat per la demarcació de Barcelona (Coalició Popular), i escollit President de la Comissió de Pressupostos del Congrés dels Diputats (1986-1989). Amb independència del seu treball a aquesta Comissió, va intervenir freqüentment als Plens del Congrés i va formular més de dues-centes preguntes escrites al Govern, la majoria d'elles sobre temes tributaris, recollides en el corresponent Diari de Sessions. Va formular també interpel·lacions, entre elles, una d'especial relleu sobre la inseguretat jurídica del contribuent.

## Els últims anys
Magí Pont Mestres va ser professor emèrit de la Universitat de Barcelona i membre d'honor del seu Claustre de Doctors així com membre d'honor de la Reial Acadèmia de Doctors. Va dirigir el Seminari de Dret tributari i el Màster en Assessoria Fiscal de l'Escola, i va presidir el despatx d'advocats i economistes de projecció nacional Pont Mestres & Asociados Arxivat 2019-10-19 a Wayback Machine., que ell va fundar a Barcelona el 1956. Paral·lelament fou creador i soci principal de Pont Mestres & Auditors Associats, una companyia independent d'auditoria.
Durant els últims anys de la seva vida, Magí Pont accentua el seu treball per a la Reial Acadèmia de Ciències Econòmiques i Financeres, s'uneix a la delegació que el 2004 visita la Reial Acadèmia del Marroc i presenta comunicacions en les quals a més insta als poders públics a adoptar mesures legislatives de respecte als contribuents. Les seves assistències a l'Acadèmia el 2008 van incloure l'acte de recepció de Juan Guzmán Tàpia i la sessió necrològica pel seu vell company i amic Robert Garcia Cairó.
La mort el va sorprendre el 9 de març de 2008, amb plenitud de les seves facultats físiques i intel·lectuals, que no van poder evitar una sobtada aturada cardíaca.

## Obres
D'un total de 44 llibres, es destaquen aquí els set següents:
- El problema de la resistencia fiscal, Bosch, Barcelona, 1972.
- Los incrementos de patrimonio y la prescripción en el Impuesto sobre Sociedades, Civitas, Madrid, 1992.
- Análisis de la Ley 25/1995, de modificación de la Ley General Tributaria (con Joan-Francesc Pont) Civitas, Madrid, 1995.
- Financiación de los entes locales (director), Marcial Pons y Diputación de Barcelona, 2001.
- Alternativas convencionales en el Derecho tributario (coordinador). Marcial Pons, Madrid-Barcelona, 2003.
- Derechos y deberes en el procedimiento de inspección tributaria, Marcial Pons, Madrid-Barcelona-Buenos Aires, 2007 (segunda edición).
- La prescripción tributaria ante el derecho a liquidar y el derecho a recaudar y cuestiones conexas, Marcial Pons, Madrid-Barcelona-Buenos Aires, 2008.

Obres al catàleg de la Universitat de Barcelona